# Cypraecassis
Cypraecassis (nomeado, em inglêsː cowrie-helmet -sing. e com Cypraecassis rufa denominada bullmouth helmet -sing. - helmet, na tradução para o português, significando "capacete" -sing.) é um gênero de moluscos gastrópodes marinhos, predadores, pertencente à família Cassidae. Foi classificado por Samuel Stutchbury, em 1837, com a espécie Cypraecassis rufa a sua espécie-tipo; descrita por Carolus Linnaeus, em 1758; então no gênero Buccinum. Sua distribuição geográfica abrange os oceanos Atlântico, Índico e Pacífico até a América Andina, notadamente em costas rasas de clima tropical. As espécies podem ter suas conchas usadas como objeto de decoração ou esculpidas em camafeus.

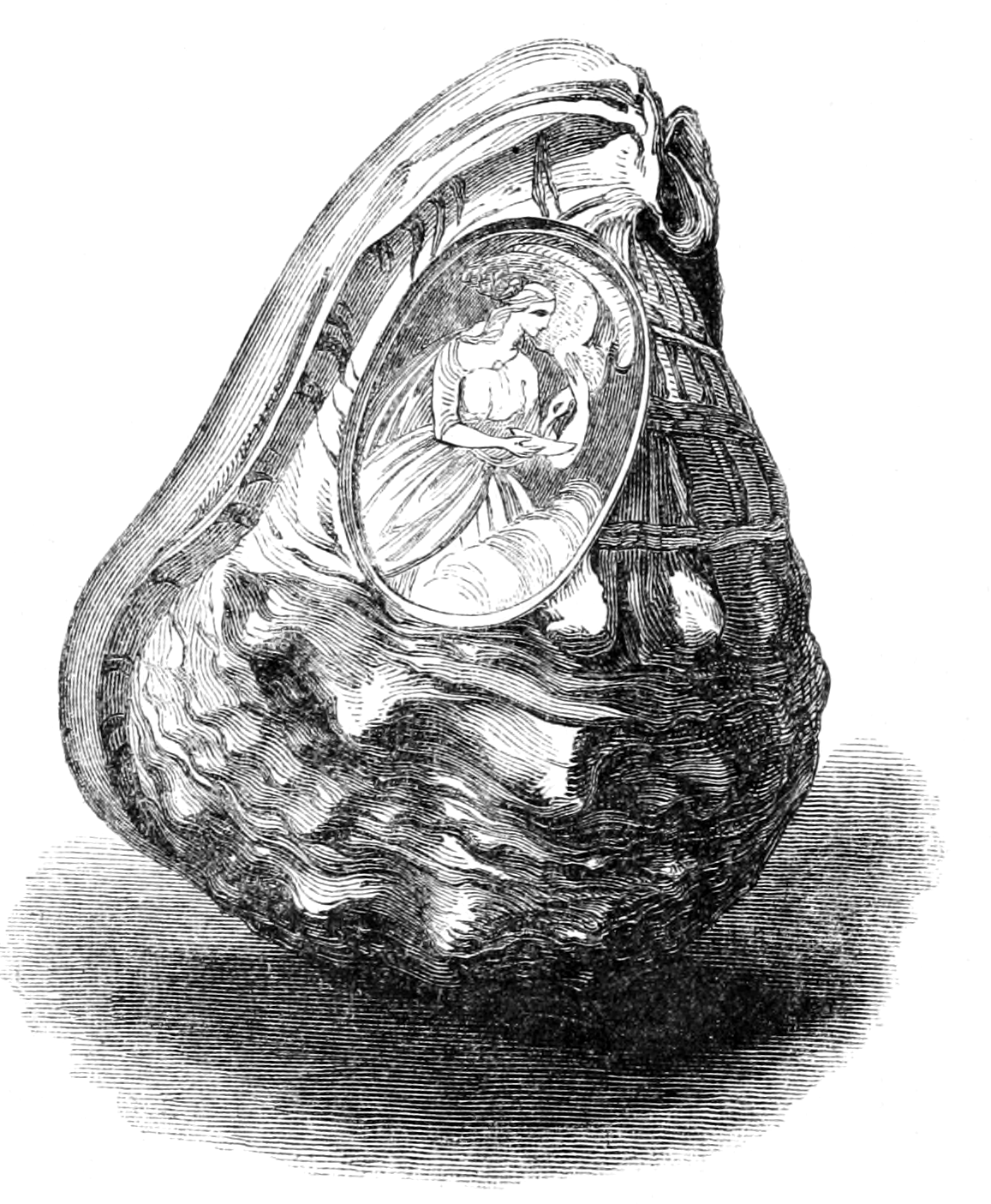
Ilustração da obra Natural History: Mollusca (1854), de P. H. Gosse, p. 36 - "Cameo cut in a Cassis" = "Camafeu cortado em um Cassis"; é muito provável ser a espécie Cypraecassis rufa, conhecida como a principal matéria-prima da qual são feitos os camafeus,[7] enviada da África Oriental até a Itália.

## Espécies deCypraecassis
De acordo com o World Register of Marine Species.
Cypraecassis coarctata (G. B. Sowerby I, 1825)
Cypraecassis rufa (Linnaeus, 1758) - Espécie-tipo
Cypraecassis tenuis (W. Wood, 1828)
Cypraecassis testiculus (Linnaeus, 1758)
Cypraecassis wilmae Kreipl & Alf, 2000

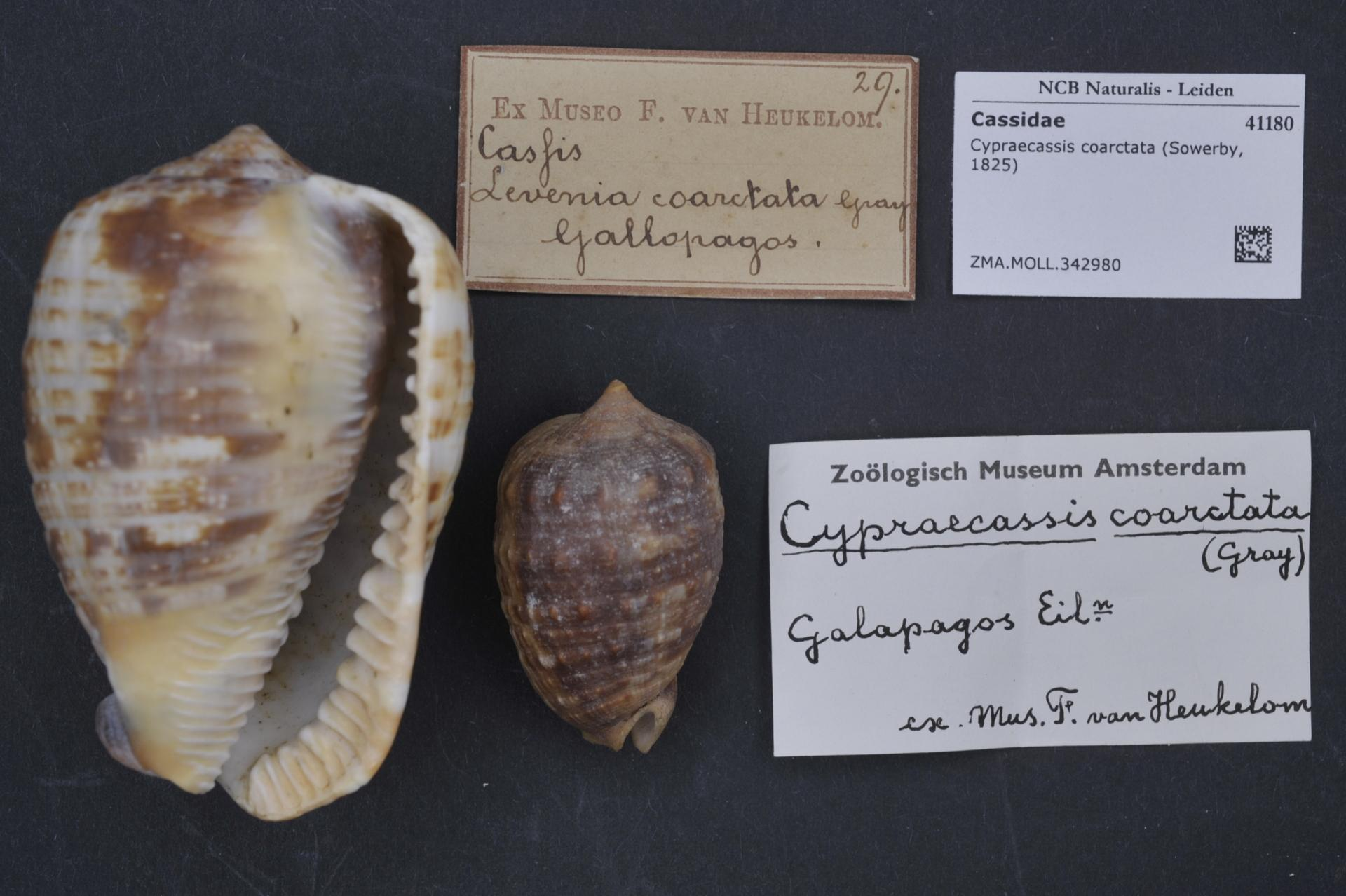
Fotografia de conchas da espécie Cypraecassis coarctata (G. B. Sowerby I, 1825); espécime das ilhas Galápagos, Equador, na coleção do Museu de História Natural de Leiden.